# 佐久間達哉
佐久間 達哉（さくま たつや、1956年10月2日 - ）は、日本の検察官、弁護士。
東京地方検察庁特別捜査部長として行った陸山会事件の処理に絡み、戒告の懲戒処分を受け、大津地方検察庁検事正、前橋地方検察庁検事正、千葉地方検察庁検事正、法務総合研究所長などを歴任し、退官後bitFlyer取締役やイオンフィナンシャルサービス取締役に就任。

## 来歴

### 学生時代
神奈川県横浜市出身。栄光学園中学校・高等学校（23期）を経て東京大学法学部で学ぶとともに、アメリカンフットボール部に在籍しクォーターバックとして汗を流した。このとき、あまりにも熱心に部活動に取り組んだあまり、大学の単位を落とし留年している。

### 検事として
大学卒業後、司法修習生を経て1983年に任官した。東京地方検察庁検事、那覇地方検察庁検事、新潟地方検察庁検事を歴任。東京地方検察庁の特捜部には通算4回勤務した経験がある。特捜部に検事として在籍した際には長銀事件を主任検事として担当し、日本長期信用銀行の頭取経験者ら旧経営陣を次々と逮捕した。しかし、この事件は最高裁判所の判決により被告人全員の無罪が確定した。特捜部が手がけた大規模な経済事件において無罪が確定することは極めて異例とされている。この事件では決算時に不良債権を旧基準で査定した行為の違法性が争われた。しかし、当時は日本長期信用銀行以外にも都市銀行14行が旧基準で査定していたにもかかわらず、特捜部は日本長期信用銀行と日本債券信用銀行の2行のみを立件し、他の銀行は不問に付したことから、当初から捜査の正当性が疑問視されていた。

### 検察庁以外の省庁にて
法務省での勤務経験も豊富であり、1990年に法務省刑事局付となったのを皮切りに、1993年から外務省在アメリカ合衆国日本国大使館で一等書記官として勤務したたのち、1996年に再び法務省刑事局付となり、1997年から東京地方検察庁検事を務めたのち、1999年に法務省大臣官房付（人権擁護局）に就任。同年からの法務省人権擁護局調査救済課の課長在任中には、人権擁護法案の取りまとめに力を注いだ。テレビ朝日の『朝まで生テレビ!』にて個人情報保護法案や人権擁護法案がテーマとして取り上げられると現職課長として出演し、討論に参加した。2003年からは法務省刑事局公安課長を、2004年からは法務省刑事局刑事課長をそれぞれ務めた。

### 検察幹部として
樋渡利秋ら検察庁幹部からの信頼も厚いとされている。2005年には東京地方検察庁の特捜部にて副部長に抜擢され、福島県知事汚職事件や防衛施設庁談合事件の捜査を指揮した。
その後、2007年から東京地方検察庁の総務部の部長を経て、2008年に特捜部の部長に就任した。一般的に特捜部の部長には特捜検察に長年在籍し捜査に精通した検事が任命されることが通例となっているが、佐久間の場合は法務省での勤務が長く特捜部での在籍歴も僅かなため、近年ではやや異色の人事であるといえよう。就任時の記者会見では「悔いのないよう、いい事件をやっていきたい」と決意を語った。
2010年7月5日、大津地方検察庁の長である検事正に就任した。検事正就任時の記者会見にて「企業や組織での犯罪者を調べていると、自分が同じ立場だったら犯罪に手を染めてしまったかもしれない」と語り、捜査において感じた自らの葛藤を明かした。また、検察官の職務について「社会に潜む犯罪を捜査によって解き明かすのが醍醐味（だいごみ）」と語った。
その後法務省法務総合研究所国連研修協力部部長に就任。しかし、2012年6月27日、民主党の小沢一郎元代表をめぐる陸山会事件の捜査において、東京地方検察庁特捜部長時代に部下の検事が虚偽の捜査報告書を作成したことの監督責任を問われ、戒告の懲戒処分を受けた。2013年7月5日、前橋地方検察庁検事正。2014年11月10日、千葉地方検察庁検事正。2016年6月17日、法務総合研究所所長。

### 独立後
2019年1月18日、法務総合研究所長 退職、退官。同年3月27日付で株式会社bitFlyer取締役に就任。同年6月25日イオンフィナンシャルサービス株式会社取締役に就任。11月青山TS法律事務所弁護士。株式会社フォーシス アンド カンパニー監査役なども務めた。

## 人権擁護法案の策定

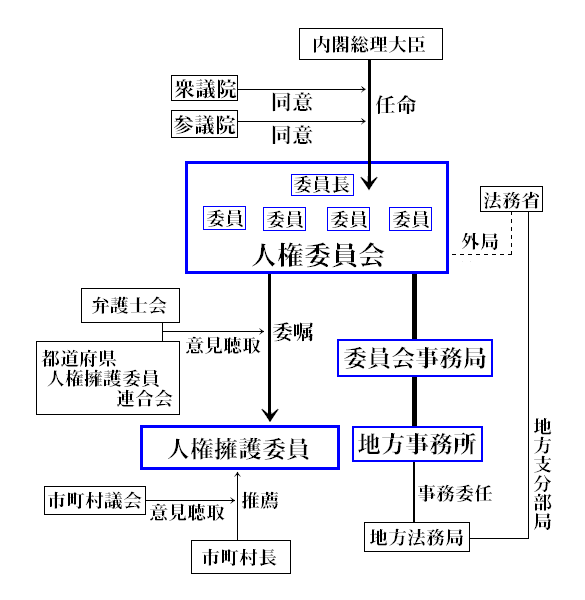
人権擁護法案にて導入を目指した人権委員会制度

小泉内閣が人権擁護法の制定を目指した際、佐久間は法務省人権擁護局調査救済課の課長として法案の取り纏めの事務を行った。
2001年5月、法務省の人権擁護推進審議会は『人権救済制度の在り方について』と題した答申を発表した。この答申には人権擁護のための新機関として人権委員会を創設する案などが盛り込まれていた。この答申を踏まえ、佐久間は2001年6月に「今回答申をいただいた内容を踏まえまして、次期通常国会に所要の法案を提出すべく、現在一生懸命努力をしている」と小泉内閣の見解を述べ、小泉内閣が法案の策定に強い意欲を示していることを説明した。
また、新制度では人権救済の申出にあたって国籍は必要要件なのか質問されると、佐久間は「国籍を問題にするというようなことは全く考えられておりません」と小泉内閣の考えを述べたうえで、日本国籍のない者や不法滞在者であったとしても人権委員会に対して申出ができると答弁している。この政府答弁は、人権はすべての人が共有する権利であるから無国籍者や不法滞在者にも人権を有するとの従来の有権解釈をくりかえし述べたにすぎない。
小泉内閣が取りまとめた人権擁護法案は2002年の第154回国会にて全閣僚同意により閣法として提出された。しかし解散にともない2003年10月に審議未了となっている。

## 立件した事件

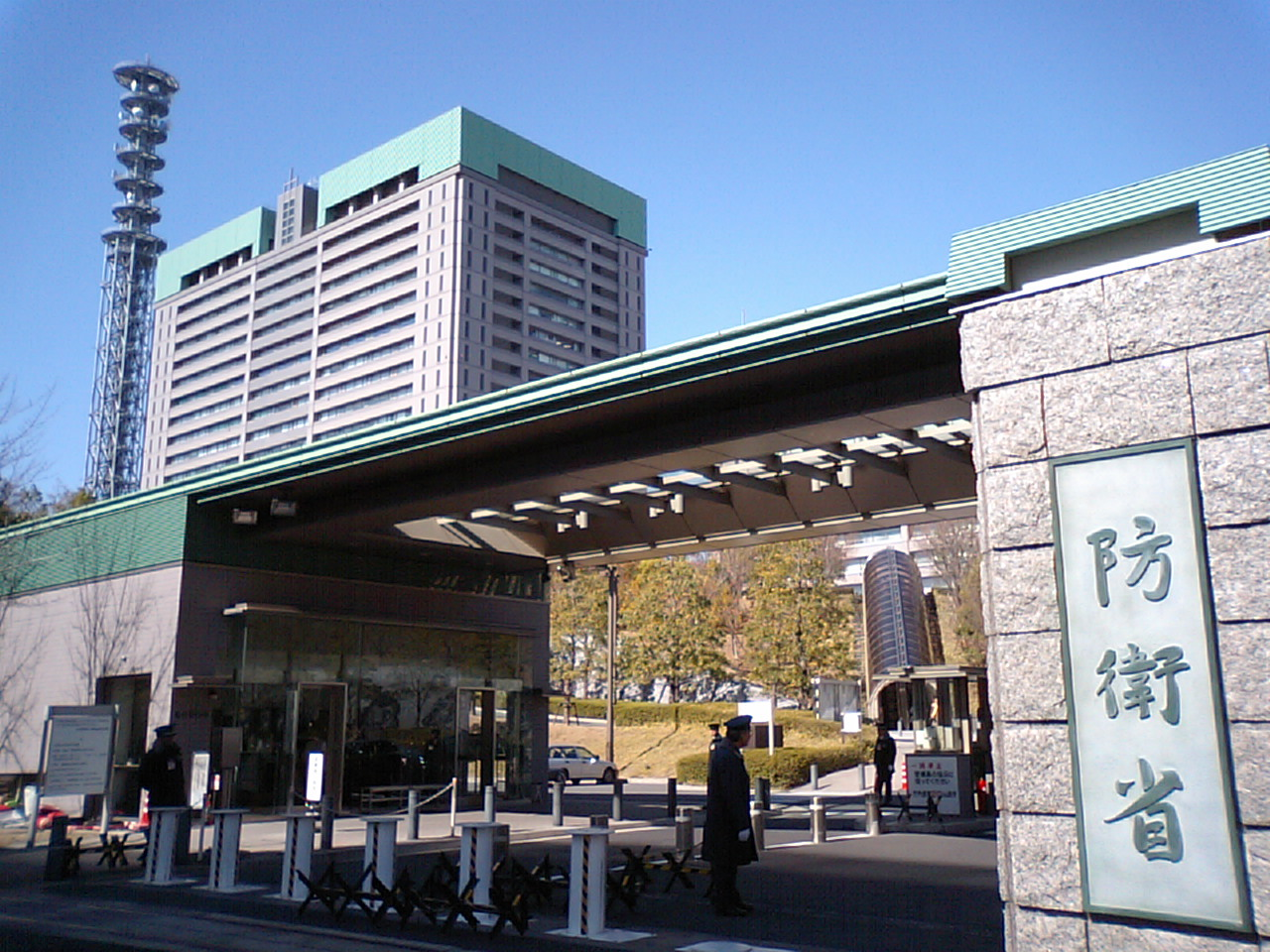
防衛施設庁談合事件の舞台となった防衛省本庁舎

佐久間は検察官として任官されたものの、法務省の本省での勤務が長いことから捜査に従事した経験は少ない。東京地方検察庁特別捜査部に複数回在籍した経験を持つが、いずれも短期にとどまっている。なお、その間にいくつかの事件の捜査に従事し、中心的な役割を果たした。
長銀粉飾決算事件
「長銀粉飾決算事件」は、佐久間が主任検事として捜査を担当した。証券取引法違反および商法違反容疑で日本長期信用銀行の経営陣3名を逮捕・起訴したが、最高裁判所で被疑者全員に無罪判決が下され、冤罪だったことが確定した。特別捜査部が立件した大規模経済事件において被疑者全員の無罪が確定した完全無罪事件は、前身である「隠匿退蔵物資事件捜査部」時代を含めても史上初めてであり、特捜検察はじまって以来の事態となった。また、捜査の過程で、参考人聴取した日本長期信用銀行の関係者ら複数名が自殺している。
この事件の主要な争点は、日本長期信用銀行の不良債権査定の際に、大蔵省の通達した新しい決算経理基準を適用せず旧基準を適用した点である。検察は旧基準で査定したのは違法だと主張し、被告人らの主張と全面的に対立した。上告審の裁判長を務めた中川了滋は「新基準は大枠の指針を示したもので、適用するには明確性に乏しかった」と述べて検察の主張を退け、旧基準適用の違法性を完全に否定した。そのうえで、中川は「ほかの大手銀行18行のうち14行も長銀と同じ処理をしていた」と重ねて指摘し、当時の会計処理では旧基準を適用して査定することが一般的だったとしている。なお、この14行のうち立件されたのは、日本長期信用銀行と日本債券信用銀行の2行のみであり、そのほかの銀行には捜査自体が行われなかった。
下級審では被告人に有罪判決が下されているが、最高裁判所はそれらの有罪判決について「破棄しなければ著しく正義に反する」と強い口調で断じている。その結果、東京高等裁判所での有罪判決は破棄され、被告人全員の無罪が確定した。
防衛施設庁談合事件
「防衛施設庁談合事件」は、佐久間が特捜部の副部長として捜査の指揮を執った。競売入札妨害容疑で防衛施設庁技術審議官ら幹部を逮捕・起訴した。
福島県知事汚職事件
「福島県知事汚職事件」は、佐久間が特捜部の副部長として捜査の指揮を執った。収賄容疑で前福島県知事ら福島県庁の幹部らを逮捕・起訴した。東京高等裁判所の判決では、特定企業が受注させる行為が県の職務に対する社会の信頼を失墜させたことを認定はしたものの、知事の弟が受領した土地売買における時価との差額の利益を否定し、換金の利益に留まるとされ、追徴金も免除された。
PCI事件
「PCI事件」は、佐久間が特捜部の部長に着任する直前に発覚した事件であり、佐久間が部長として捜査の指揮を執った。2008年4月、東京地方検察庁特別捜査部は、特別背任容疑でパシフィックコンサルタンツインターナショナルの幹部らを逮捕した。同年7月、佐久間が特別捜査部の部長に就任すると、前任者より引き継ぎ捜査の指揮を執った。
しかし、東京地方裁判所は、特別背任容疑に問われた持ち株会社「パシフィックコンサルタンツグループ」の元社長に対し、無罪判決を下した。また、パシフィックコンサルタンツインターナショナルの元社長に対しては、脱税容疑は有罪としたものの、特別背任容疑については無罪とする判決を下した。2010年5月、東京高等裁判所は検察側の控訴を棄却し、特別背任容疑に問われたパシフィックコンサルタンツグループの元社長に対し、一審同様に無罪判決を下した。また、パシフィックコンサルタンツインターナショナルの元社長に対しては、一審同様に脱税容疑は有罪としたものの、特別背任容疑については無罪とする判決を下した。東京高等検察庁は上告を断念したため、持ち株会社の元社長の完全無罪が確定した。また、パシフィックコンサルタンツインターナショナルの元社長も、特別背任容疑については無罪が確定した。

## 立件した人物

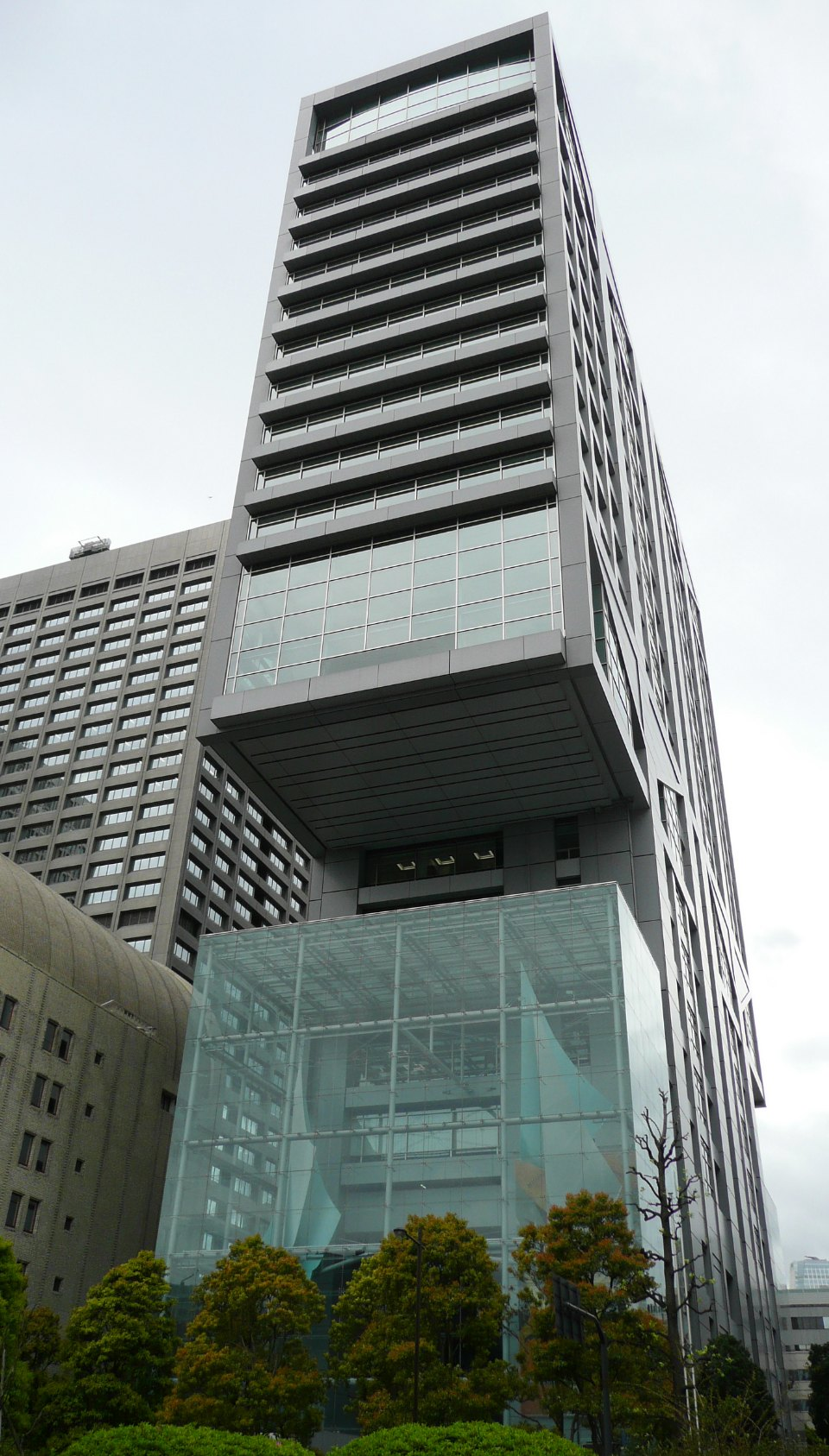
長銀粉飾決算事件の舞台となった日本長期信用銀行

佐久間が主体となって立件した人物のうち、公人など著名人を挙げた。なお、氏名の末尾に附したカッコ内の記述は立件当時の肩書きを示している。
大野木克信（前・日本長期信用銀行頭取）
長銀粉飾決算事件では佐久間が主任検事として捜査を担当しており、証券取引法違反および商法違反容疑で大野木克信を逮捕した。しかし、最高裁判所で大野木に無罪判決が下され、冤罪だったことが確定した。
鈴木克治（元・日本長期信用銀行副頭取）
長銀粉飾決算事件では佐久間が主任検事として捜査を担当し、証券取引法違反および商法違反容疑で鈴木克治を逮捕した。しかし、最高裁判所で鈴木に無罪判決が下され、冤罪だったことが確定した。
須田正己（元・日本長期信用銀行副頭取）
長銀粉飾決算事件では佐久間が主任検事として捜査を担当し、証券取引法違反および商法違反容疑で須田正己を逮捕した。しかし、最高裁判所で須田に無罪判決が下され、冤罪だったことが確定した。
佐藤栄佐久（前・福島県知事）
福島県知事汚職事件では佐久間が特捜部の副部長として捜査の指揮を執り、収賄容疑で佐藤栄佐久を逮捕した。しかし、東京高等裁判所の判決で佐藤が受領した金は賄賂ではなかったと認定され、追徴金も免除された。最高裁判所は双方の上告を棄却、佐藤を懲役2年、執行猶予4年とした高裁判決が確定した。
荒木民生（元・パシフィックコンサルタンツグループ社長）
PCI事件では佐久間が特捜部の部長として捜査の指揮を執り、部長着任前に特別背任容疑で逮捕されていた荒木民生を起訴した。しかし、東京地方裁判所、および、東京高等裁判所で無罪判決が下され、検察が上告を断念したことから、冤罪だったことが確定した。

## 陸山会事件
詳しくは陸山会事件を参照。
- 佐久間が東京地検特捜部長として指揮を執った陸山会事件では、虚偽の捜査報告書作成が明らかとなった。
- 当時の東京地検特捜部長であった佐久間は、田代政弘が作成した報告書の虚偽記載部分にアンダーラインを引いたり、供述内容を書き加えたりしていた、とされる[27]。
- 田代政弘が作成した虚偽の捜査報告書は検察審査会に提出されており、小沢一郎の起訴相当議決の大きな要因になった可能性があるとされる。東京地方裁判所は2012年4月26日の小沢一郎への判決で、「検察官が、公判において証人となる可能性の高い重要な人物に対し、任意性に疑いのある方法で取り調べて供述調書を作成し、その取調状況について事実に反する内容の捜査報告書を作成した上で、これらを検察審査会に送付するなどということは、あってはならないことである」「本件の審理経過等に照らせば、本件においては事実に反する内容の捜査報告書が作成された理由経緯等の詳細や原因の究明等については、検察庁等において、十分調査等の上で対応がなされることが相当であるというべきである」と論じ、検察を厳しく批判した[28]。
- この問題について石川知裕の取り調べ責任者であった田代は、「健全な法治国家のために声をあげる市民の会」から虚偽有印公文書作成・行使と偽証の容疑で2012年1月12日に告発された[29]。さらに同会は、2012年6月27日に佐久間のほか、陸山会事件の捜査に関わった大鶴基成、齋藤隆博、吉田正喜、木村匡良、堺徹の各検事を検察審査会に対する偽計業務妨害や虚偽有印公文書作成・行使、犯人隠避などで告発した[29]。
- 「健全な法治国家のために声をあげる市民の会」の告発状によれば、元検事の前田恒彦の「陸山会事件ではゼネコンからの裏献金で小沢一郎を立件しようと積極的なのは、特捜部長の佐久間や主任検事の木村匡良など一部で、現場は厭戦ムードでした。東京高検検事長も立件に消極的と聞いていました」という証言等から、偽計業務妨害罪の被疑者は彼らである疑いが極めて濃厚であるとした[29]。
- また、2012年5月2日夜に、インターネット上に供述録とされるもの[30]、及び調書とされるもの[31]の2文書が投稿された。
- この虚偽の捜査報告書の作成について、当時の法務大臣・小川敏夫は、検察が田代個人の記憶違いとして幕引きを図っているのはおかしいとして、再調査指示の指揮権発動を内閣総理大臣・野田佳彦（当時）に相談したが認められなかった、と述べた。また小川はインタビューにおいて、この件が理由で解任されたことをほのめかしている[32]。
- 2012年6月27日付けで、刑事処分としては不起訴 となった。なお、法務大臣からは戒告の懲戒処分を受けた[1]。
- 不起訴処分を受けて、「健全な法治国家のために声をあげる市民の会」は、2012年8月23日、田代を虚偽有印公文書作成及び行使と偽証、佐久間と元東京地検特捜部検事・木村匡良を虚偽有印公文書作成及び行使の共犯で、検察審査会に申し立てを行った[29]。
- 2013年4月19日に東京第一検察審査会は、田代の不起訴不当を、佐久間らについて不起訴相当をそれぞれ議決した[33]。

## 人物評

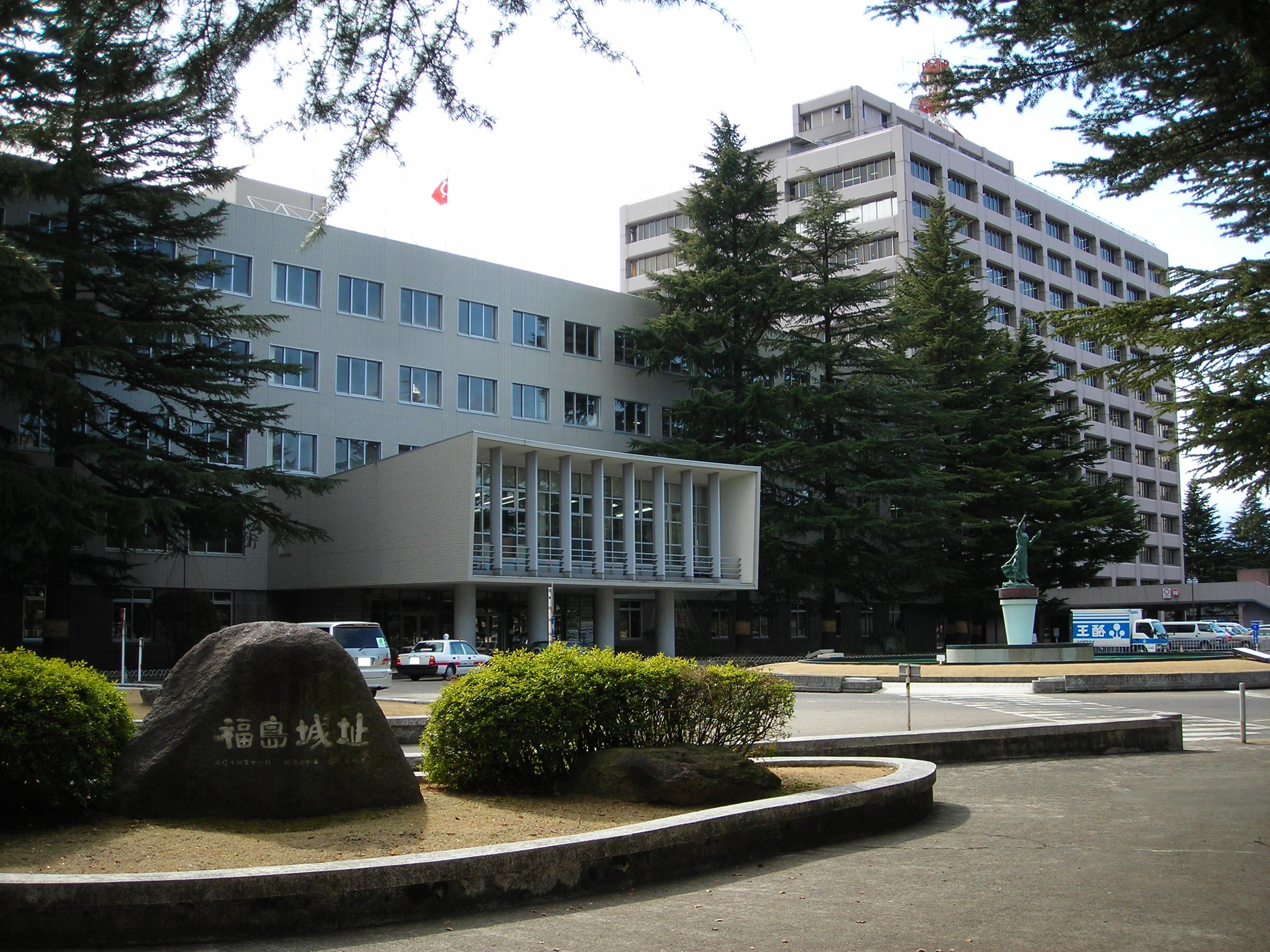
福島県政汚職事件、福島県知事汚職事件の舞台となった福島県庁舎

宗像紀夫
中央大学大学院教授の宗像紀夫は、佐久間が手がけた事件について厳しく批判している。宗像は長年にわたり検察官を務め、東京地方検察庁特別捜査部では佐久間の10代前の部長として活躍するなど、特捜検察について熟知しており、その立場から捜査手法に対する批判を展開している。

「陸山会事件」に対しては、「現職議員を逮捕するからには政治資金規正法違反のような『形式犯』ではなく、贈収賄や脱税など『実質犯』を問うべき」と主張し、石川知裕を逮捕に踏み切った判断に苦言を呈している。石川を逮捕する必要性は薄かったと指摘したうえで、形式犯でも容易に逮捕できる風潮となった場合、「検察が議員の生殺与奪を握ることにならないか」と懸念を示している。さらに、佐久間らの主張が正しいとするなら、まずゼネコン側の捜査でダム関連の資金経路を明らかにし容疑を固めることが最優先のはずだと指摘し、検察が石川らに対する強制捜査後にゼネコンの家宅捜索を行うのは捜査として順序が誤っているとしている。そのうえで「捜査手法にも疑問が残った」と述べるとともに、「陸山会事件」は「実質的に特捜部側の敗北」と断じている。

## 出演
- 朝まで生テレビ!（テレビ朝日）